# Алі Реза Мансурян
Алі Реза Мансурян (перс. علیرضا منصوريان, нар. 2 грудня 1971, Тегеран) — іранський футболіст, що грав на позиції півзахисника. По завершенні ігрової кар'єри — тренер.
Виступав, зокрема, за «Естеглал», а також національну збірну Ірану, у складі якої був учасником чемпіонату світу 1998 року.

## Клубна кар'єра
У дорослому футболі дебютував 1993 року виступами за команду клубу «Парс Ходро», в якій провів один сезон. Протягом 1995–1996 років був гравцем «Естеглала», згодом по одному року провів в сінгапурських «Балестьє Халса» і «Гейланг Юнайтед», після чого повернувся 1997 року до «Естеглала»
1998 року знову поїхав грати за кордон, цього разу до Греції, де виступав за «Шкода Ксанті» та «Аполлон Смірніс».
Своєю грою за останню команду привернув увагу представників тренерського штабу німецького «Санкт-Паулі», до складу якого приєднався 2000 року. Провів у гамбурзькому клубі два сезони, протягом яких так і не зміг стати гравцем основного склвду.
2002 року повернувся на батьківщину, до клубу «Естеглал», за який відіграв 6 сезонів у статусі основного гравця команди, після чого у 2008 році завершив професійну кар'єру футболіста.

## Виступи за збірну
1996 року дебютував в офіційних матчах у складі національної збірної Ірану. Протягом кар'єри у національній команді, яка тривала 3 роки, провів у формі головної команди країни 46 матчів, забивши 8 голів.
У складі збірної був учасником кубка Азії з футболу 1996 року в ОАЕ, на якому команда здобула бронзові нагороди, а сам Мансурян взяв участь в усіх матчах. За два роки поїхав на чемпіонат світу 1998 року до Франції, де виходив на поле у двох матчах групового етапу, а іранці подолати груповий етап не змогли.

## Кар'єра тренера
Розпочав тренерську кар'єру невдовзі по завершенні кар'єри гравця, 2009 року, очоливши тренерський штаб клубу «ПАС Гамадан». За рік, у 2010, став асистентом Афшина Готбі у тренерському штабі збірної Ірану. Після відставки Готбі у 2011 деякий час виконував обов'язки головного тренера національної команди.
Залишивши національну збірну у 2011, був призначений головним тренером олімпійської збірної Ірану, з якою працював протягом трьох років.
Протягом 2014–2016 років очолював команду клубу «Нафт Тегеран».
Наразі останнім місцем тренерської роботи був «Естеглал», головним тренером команди якого Алі Реза Мансурян був з 2016 по 2017 рік.

## Титули і досягнення
- Бронзовий призер Кубка Азії: 1996
- Переможець Азійських ігор: 1998